# Hrabanus Maurus

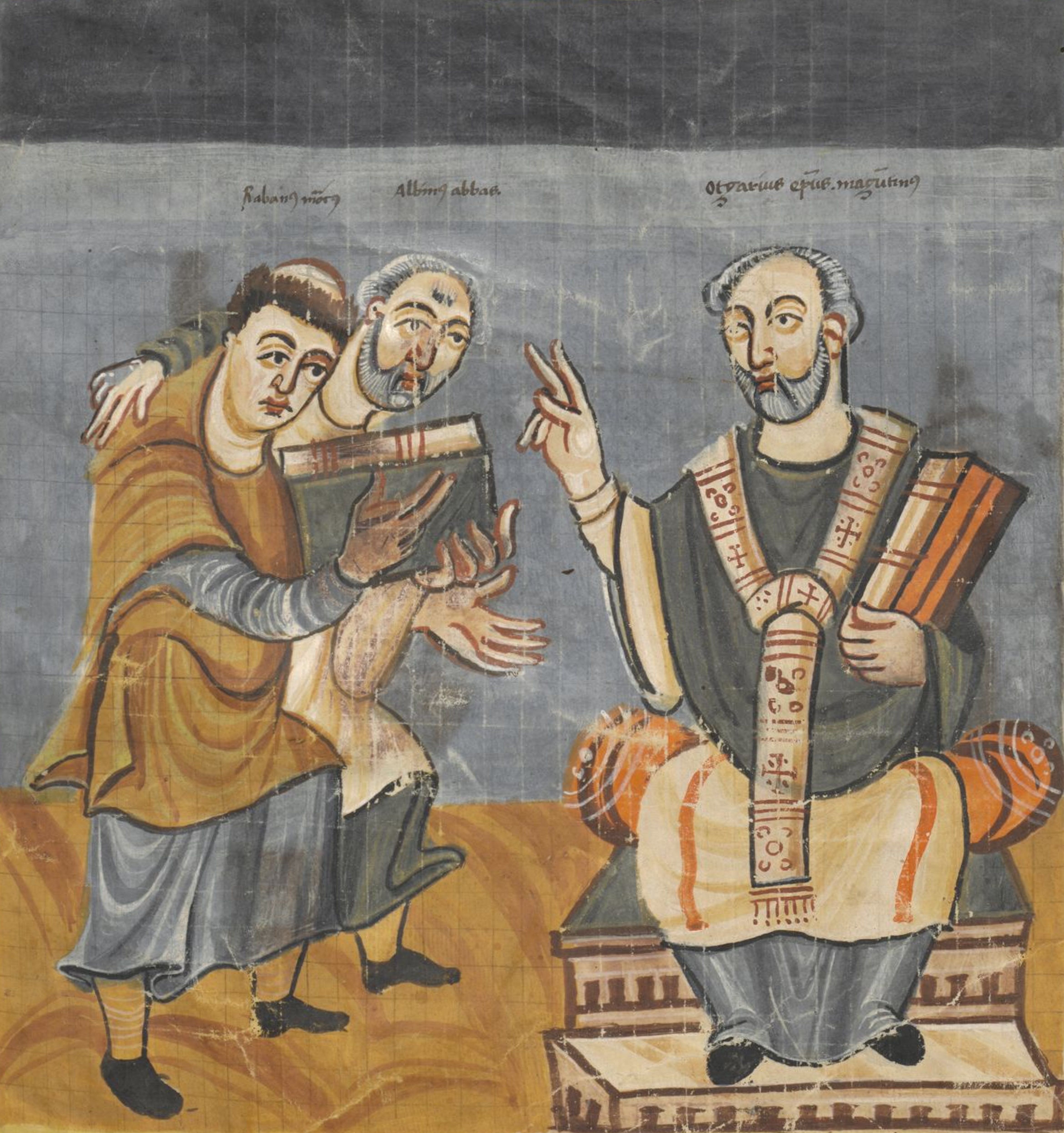
Hrabanus Maurus (till vänster) i sällskap med sin lärare Alkuin och sin företrädare Otgar av Mainz.

Hrabanus Maurus (även Rabanus Maurus eller Rhabanus Maurus), född omkring 776-780, död 856, var en tysk benediktinermunk och abbot i Fulda, teolog, ärkebiskop i Mainz. Han var känd som Praeceptor Germaniae (latin Tysklands lärare).
Han anses som en av den äldre medeltidens främsta psalmförfattare. Hans latinska psalmtext Veni Creator Spiritus översattes 1524 av Martin Luther till tyska "Komm, Gott Schöpfer, Heiliger Geist", vilken text senare översattes till svenska av Olaus Petri.
Han finns representerad i de svenska psalmböckerna från Swenske Songer eller wisor 1536 via 1695 års till dagens Den svenska psalmboken 1986 med originaltexten till ett verk (nr 50).

## Psalmer
- Kom, Skaparande, Herre god (1695 nr 180, 1986 nr 50) skriven på 800-talet.